# Limbeckhaus

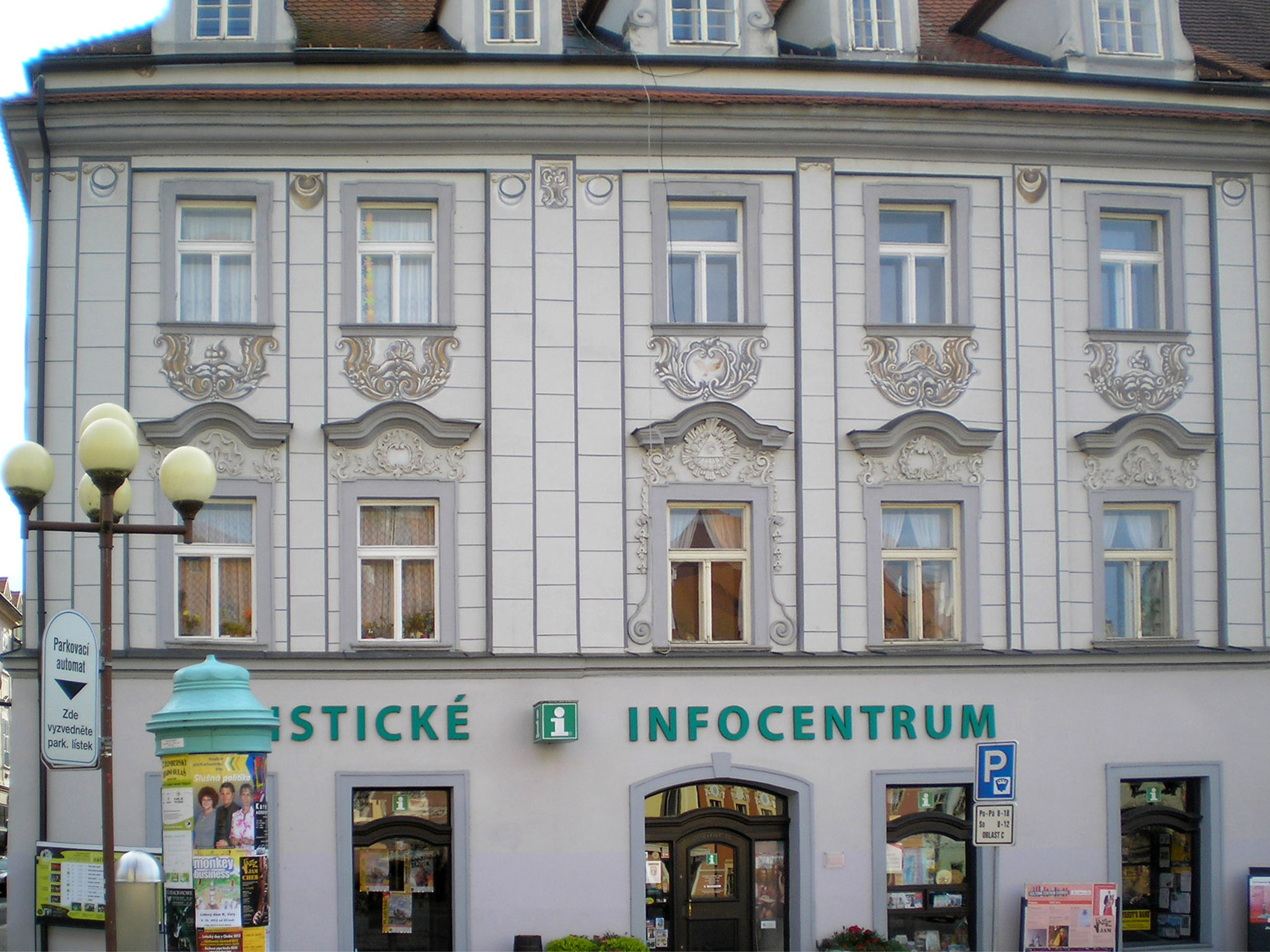
Limbeckhaus in Cheb

Das Limbeckhaus in Cheb (deutsch Eger), einer tschechischen Stadt im Okres Cheb (Bezirk Eger), ist ein Wohn- und Geschäftshaus mit der Adresse Náměstí Krále Jiřího z Poděbrad 476/31. Es ist seit 1988 ein geschütztes Kulturdenkmal.

## Architektur
Das Haus war ab 1747 im Besitz der Familie Limbeck, die regelmäßig das Amt des Bürgermeisters oder eines Stadtrates innehatte. Das Eckhaus mit fünf zu sieben Fensterachsen besitzt Stuckornamente im Inneren. Die Fassade wurde 1780 barockisiert und zeigt plastischen Ornamentstuck. Das hohe Steildach besitzt drei Gaubenreihen, die vorderste Reihe ist zu Lukarnen mit Segmentbogengiebeln vergrößert. Die Mittelachse des Hauses ist durch fensterrahmende Volutengirlanden und ein stuckiertes Auge Gottes betont.